# Henri Schoeller
Henri Schoeller (* 7. August 1899 in Montmorency; † 11. März 1988 in Talence) war ein französischer Geologe und Hydrogeologe.

## Herkunft
Sein Großvater stammte aus einer seit 1700 eingesessenen Papiermacherfamilie im rheinischen Düren und der Nordeifel. Der Großvater wanderte 1846 über Lüttich nach Paris aus.

## Leben und Wirken
Henri Schoeller studierte an der Sorbonne und am Naturhistorischen Museum in Paris. Er befasst sich mit der Stratigraphie und der Tektonik zunächst des Pariser Beckens, dann der Französischen Alpen in der Provence und des Dauphinés. Die meisten, oft umfangreichen Arbeiten beruhten auf langjährigen geologischen Kartierungen. Bis zu seiner Promotion 1929 veröffentlichte Henri Schoeller 20 Publikationen, davon vier französische geologische Karten im Maßstab 1 : 50 000, den er erstmals in Frankreich nutze. Sein Doktorvater, Professor Émile Haug, hatte für ihn eine Assistentenstelle vorgesehen, doch sein plötzlicher Tod brachte Henri Schoellers Pläne für eine akademische Laufbahn durcheinander und er musste eine andere Laufbahn einschlagen. Dieser Umstand war für Henri Schoellers weitere wissenschaftliche Ausrichtung entscheidend.
Als französischer Stipendiat kam er 1929 für ein Jahr an die Universität Göttingen und führte dort tektonische und stratigraphische Geländearbeiten unter Professor Richard Ambronn, der über eine moderne geophysikalische Einrichtung verfügte, aus. Danach stellt ihn die Sociéte Géophysique de Recherches Minières als Geologen an, für die er dann bis 1937 in Tunesien tätig war. Seine Hauptaufgabe waren geologische Erkundungen zur Grundwassergewinnung, sodass sich Henri Schoeller zunehmend der Hydrogeologie zuwandte. Er entwickelte neue hydrogeologische Methoden insbesondere für aride Gebiete. 1937 erhielt er einen Ruf an die Universität Bordeaux. 1942 verließ er allerdings Bordeaux und arbeitete im Hauptquartier der alliierten Streitkräfte in Algier. Zunächst erstellte er Karten verschiedener Wasserstellen und der Befahrbarkeit des Geländes in Tunesien. Anschließend führt er als Hydrogeologe der US-Armee Studien für den Bau oder die Einrichtung von Flugfeldern in Italien, Jugoslawien und Frankreich durch. Am 4. Oktober 1944 kehrte er nach Bordeaux zurück und verbrachte seine restliche akademische Laufbahn an der naturwissenschaftlichen Fakultät. Henri Schoeller war dort zunächst Maître de Conférences und ab 1947 Professor für Geologie und Hydrogeologie. Im Jahr 1969 erfolgte seine Emeritierung und Ernennung zum Ehrenprofessor.
Henri Schoeller wandte das Prinzip des Ionenaustausches auf Grundwasser an und entwickelte zur Darstellung der hydrochemischen Zusammensetzung von Grundwässern ein neuartiges semilogarithmisches Diagramm, das sogenannte Schoeller-Diagramm, dass in der Literatur und Praxis eines der weitverbreitetsten hydrogeologischen Diagramme ist. Henri Schoeller vertrat bei seinen Arbeiten immer die Auffassung, dass die Geologie als Grundlage der Hydrogeologie diene und dass die hydrogeologische Gesamtsituation im Vordergrund stünde. Er erkannte früh, dass Grundwasser weltweit eine große Bedeutung haben würde, wofür besondere wissenschaftliche Methoden entwickelt und vermittelt werden müssten. Da dies in einem normalen Studiengang nicht möglich schien, gründete er 1958 an der Universität Bordeaux ein hydrogeologisches Studienkolleg an dem mehr als 100 Hydrogeologen aus Frankreich und über 30 anderen Nationen eine post-graduale Ausbildung erhielten. Sein Ziel war es, eine moderne, leistungsfähige und quantitative Hydrogeologie zu lehren und umzusetzen. Aus dieser „Schoeller-Schule“ gingen über 80 umfangreiche Dissertationen hervor.
Insgesamt legte Henri Schoeller die Ergebnisse seiner Forschungstätigkeit in über 150 Publikationen nieder, seit 1930 hauptsächlich zu hydrogeologischen Themen, aber immer wieder auch zu geologischen Fragestellungen. Eine geologisch-klimatische Untersuchung der berühmten Höhle von Lascaux in der Dordogne führte Ende der 60er Jahre zur Schließung derselben für Touristen aber gleichzeitig zur Rettung der wertvollen Höhlenmalereien. Im Alter von 60 Jahren lernte er noch Russisch, um sich die reichhaltige aber schwer zugänglich sowjetische Literatur zugänglich zu machen. Henri Schoellers Publikationen erfolgten fast ausnahmslos auf Französisch und nur vereinzelt in internationalen Fachzeitschriften, weswegen sein umfangreiches Wirken heutzutage außerhalb Frankreichs schwer zu fassen und seine Beiträge zur Entwicklung der Hydrogeologie leicht übersehen werden. Sein 1962 erschienenes, umfassendes Lehrbuch „Les Eaux Souterraines“ beeinflusste Hydrogeologen weltweit.

## Ehrungen und Auszeichnungen
- Preis der Académie des Sciences 1938 für die Entdeckung von Graptolithen in der metamorphen Schieferserie des Massif des Maures[5]
- Träger des Ordre National du Mérite[2]
- Leopold-von-Buch-Plakette der DGG 1979[6]
- Anlässlich seines 25. Todestages ehrten ihn das Comité Français d'Hydrogéologie und die Universität Bordeaux am 30. Mai 2013 mit der Enthüllung einer Gedenktafel in der Universität.

## Schriften (Auswahl)
- 1929: La nappe de l’Embrunais au nord de l’Isère – avec quelques observations sur les régions voisines: bord externe dans la nappe du Briançonnais, zone dauphinoise, lambeaux de recouvrement de Sulens (feuille de Bourg-Sainte-Maurice au 50.000e). Bulletin des Services de la Carte Géologique de la France et des Topographies Souterraines 175, 1-422. Thèse Online
- 1934: Les échanges de base dans les eaux souterraines; trois exemples en Tunisie. Bulletin de la Société Géologique de France, 5(4), 389‐420.
- 1935: Utilite de la notion des exchanges de bases pour le comparison des eaux souterraines. Sociéte Géologie Comptes Rendus Sommaire et Bulletin 5, 651-657 (1935)
- 1938: Notions sur la corrosion interne des canalisations d’eau. Annales des Ponts et Chaussées 138(2), 199–282
- 1945: L'hydrogeologie d'une partie de la vallee de la Saoura et du Grand Erg occidental. Bulletin de la Société Géologique de France 15(7-8), 563-585.[7]
- 1948: Le régime hydrogéologique des calcaires éocènes du synclinal du Der el Kef (Tunisie). Bulletin de la Société Géologique de France, 18(5), 167‐180.[8]
- 1949: Cours d’hydrogéologie. Ecole Nationale supérieure des Pétroles, Rueil, 364 p.
- 1949: La température des eaux souterraines. Travaux du Laboratoire de Géologie de la Faculté des Sciences de Bordeaux, 182 p.
- 1954: L’iode, le brome et le potassium dans les eaux souterraines et dans les eaux de gisements de pétrole. Angewandte Chemie 66, 85-85.
- 1955: Géochimie des eaux souterraines: application aux eaux des gisements de pétrole. Institut Français du Pétrole et Analyses des Combustibles Liquides.
- 1956: Les limites septentrionales de l'Eocene du bassin d'Aquitaine. Bulletin de la Société Géologique de France (1956) S6-VI (1-3), 211-219.[9]
- 1959: Arid zone hydrology – recent developments. Unesco, Paris, 125 p.
- 1962: Les Eaux Souterraines – Hydrologie, dynamique et chimique – Recherche, exploitation et évaluation des ressources. Masson, Paris, 642 p.
- 1980: Influence du climat, de la température sur la teneur en HCO3− et H2CO3 des eaux souterraines. Journal of Hydrology 46(3-4), 365-376.[10]